# Monoceratuncus
Monoceratuncus is een geslacht van vlinders van de familie bladrollers (Tortricidae).

## Soorten
- M. autolytus (Razowski, 1986)
- M. conviva (Razowski, 1990)
- M. cristatus (Razowski & Becker, 1986)
- M. cryphalus Razowski, 1993
- M. eriodens (Razowski, 1986)
- M. lugens (Razowski, 1986)
- M. peltatus Razowski & Becker, 1993
- M. tantulus (Razowski & Becker, 1986)